# Клиновой (хутор)
Клиновой — упразднённый хутор в Обливском районе Ростовской области. На момент упразднения входит в состав Усть-Грязновского сельского поселения (в том же году центр сельсовета был перенесен на хутор Александровский и сельсовет был соответственно переименован в Александровский). Исключен из учётных данных в 1978 году.

## География
Располагался в западной части района, на правом берегу, в излучине реки Чир, на расстоянии приблизительно в 3 км (по прямой) к юго-востоку от хутора Александровский.

## История
Хутор станицы Чернышевской.
По данным на 1926 год хутор состоял из 82 хозяйств. В административном отношении входил в состав Усть-Грязновского сельсовета Обливского района Шахтинско-Донецкого округа Северо-Кавказского края.
В 1987 году название Клиновой было присвоено посёлку ферма № 4 молсовхоза, который располагался к северо-западу от упразднённого хутора.

## Население
По данным переписи 1926 года на хуторе проживал 392 человека (170 мужчин и 222 женщины), из которых великороссы составляли 95 % населения, в том числе 87 % относилось к казачьему сословию.